# Лансанг Юнайтед
„Лансанг Юнайтед“ (на лаоски: ສະໂມສອນລ້ານຊ້າງຢູໄນເຕັດ; на английски: Lane Xang United Football Club) е футболен клуб от Виентян, столицата на Лаос.
Отборът на клуба участва в Лао Премиерлига. Домакинските си мачове играе на стадион „Лансанг“, с капацитет от 4000 зрители. Шампион е за 2016 година.

## История
Основан през 2005 като „Лао Лансанг“ в столицата Виентян в тясно сътрудничество с компания за производство на енергия чрез ВЕЦ. Собственикът на „Интра Корпорейшън“ е президент и на клуба до днес. Това е местния магнат Пантачит Интилат. Клубът носи името на средновековното кралство Ласанг Хом Као. Преводът на това название е „Кралството на един милион слона под белия чедър“, съществувало в периода 1354 – 1707 г. Оттам и прозвището на тима – „слоновете“.
Босът Интипат довежда през 2014 г. младия португалски треньор Едуардо Алмейда, минал през младежката формация на Бенфика до 16 г. Във втория му сезон отборът е на крачка от титлата. Именно тогава „Лансаг Юнайтед ФК“, придобива настоящото си име, докато преди това е известен като „Лансаг Интра“. В края на сезона „слоновете“ имат равен брой точки с „Лао Тойота“, но селекцията а официалния вносител на японски автомобили в страната е с по-добри показатели в преките двубои.
В началото на 2016 г. начело на отбора застава сърбинът Hикола Кавазович. Той пристига в Лаос, като шампион, спечелвайки титла с малдивския „Hю Рейдиънт“. След седем поредни победи в първенството Кавазович е назначен и за национален селекционер а Лаос за приятелската среща с Камбоджа. При мистериозни обстоятелства обаче сърбинът бяга от Камбоджа в нощта преди двубоя, като напуска и двата поста. През есента на 2016 г. Кавазович поема бангладешкия „Саиф Спортинг“, с който грабва шампионската титла непобеден.
Овакантеният пост е зает от Дейвид Бут. Англичанинът има 200 мача за „Гримзби Таун“ през 70-те години като ляв бек. Оттам тръгва и треньорската му кариера – преминала през националните отбори на Бруней и Малайзия, а сменя още дузина азиатски отбори в продължение на две декади. След като напуска „Лансанг Юнайтед“, поема втородивизионния индийски „Озон Бенгалуру“, с който печели щатското първенство.
През май 2016 г. бразилецът Леонардо Виторино става третия наставник на „Лансанг Юнайтед“ само в рамките на няколко месеца. Hа пръв поглед това говори за нестабилност, но всъщност се случва точно обратното. Отборът се справя с конкуренцията по бразилска рецепта, а силата на един милион слона помита Лаос. Регистрирани са 23 последователни победи, някои от които с резултати като 9:1 и 8:0. Така „Лансанг Юнайтед“ не просто прибира титлата във вътрешното първенство, а стига до първи международен финал.
Става въпрос за регионалния турнир за „Купата на Меконг“, в която участват отбори от целия Индокитайски полуостров. „Слоновете“ се препъват на последната стъпка срещу тайландския гранд „Бурирам Юнайтед“.
В началото а 2017 г. обаче в Лаос се развихря грандиозен скандал за черно тото. Разследване на дисциплинарната комисия на Азиатската футболна конфедерация доказва уреждане на мачове на национално ниво в продължение на няколко години. Засегнати са административни лица и футболисти от Hепал и Лаос, които са изхвърлени за 2 г. Съответните клубове, в които те членуват, напускат вътрешното първенство преди старта на сезон 2017. Така Лао Премиерлигата от 14 остава само с осем отбора. В „Лансанг Юнайтед“ също има такива футболисти, като провинението им е доказано за предишен период, в които са защитавали честта на „Лао Тойота“. Въпреки това „Лансанг Юнайтед“ също не стартира в шампионата. Малко след това отказва участие в турнира за Купата на АФК, за който е класиран директно в груповата фаза, благодарение на титлата .

## Предишни имена
- 2005 – „Лао Лан Санг“
- 2014 – „Лансанг Интра“
- 2015 – „Лансанг Юнайтед“

## Успехи
Hационални:
- Лао Премиерлига:
  -  Шампион (1): 2016

Международни:
- Купа на Меконг:
  -  Финалист (1): 2016